# Hacı Arif Bey
Hacı Arif Bey (Eyüpsultan, 1831 – 28 giugno 1885) è stato un compositore ottomano di etnia circassa.
È noto soprattutto per le sue composizioni in forma şarkı, la forma popolare più comune nella musica classica ottomana. Fu un compositore molto prolifico, che in alcuni giorni compose più di 6-7 brani. Dalla terza moglie Nigârnik Hanım ha avuto 4 pronipoti: la diplomatica turca Reha Aytaman, Şira Arıkoğlu, Okşan Aytaman e Murat Aytaman.

## Biografia
È nato nel distretto di Eyüp a Istanbul. Ebbe come maestro il famoso Dede Efendi. Dopo che il sultano Abdülmecid I si accorse della sua bella voce, fu ammesso alla Muzika-yi Humayun, la scuola militare di musica dell'Impero ottomano. Grazie alla sua vicinanza al Sultano, fu incaricato di insegnare la musica alle donne dell'harem. Si innamorò di una delle concubine circasse, Çeşm-i Dilber, dalla quale ebbe due figli. Compose diverse canzoni dopo che lei lo lasciò per un mercante. La moglie successiva dell'harem morì anch'essa di tubercolosi, e anche questa fu la causa di diverse canzoni di Arif Bey. Fu eletto capo cantante del palazzo e si sposò una terza volta con la circassa Nigârnik Hanım, con la quale rimase fino alla morte.
Verso la fine della sua vita, Haci Arif Bey ebbe un diverbio con l'imperatore dell'epoca Abdul Hamid II e fu imprigionato per circa 50 giorni. Durante il periodo di detenzione, compose diverse canzoni che vennero poi apprezzate da Abdul Hamid II, che lo perdonò. Insegnò alla Scuola Imperiale di Musica per il resto della sua vita.

## Opere principali
- Olmaz ilâç sine-i sad pâreme
- Bakmıyor çeşm-i siyah feryâde
- Vücud ikliminin sultanı sensin
- Meyhanemi bu, bezm-i tarahhane-i cem mi
- Çekme elem-i derdini bu dehr-i fenanın
- Deva yokmuş neden bimarı aşka
- Geçti zahm-i tîri hicrin ta dil-i naşadıma
- İltimas etmeye yâre varınız
- Gözümden gitmiyor bir dem hayalin
- Kanlar döküyor derdin ile dide-i giryan
- Hâtırımdan çıkmaz asla ahd u peymânın senin
- Sayd eyledi bu gönlümü bir gözleri âhû
- Gurub etti güneş dünya karardı
- Çözülme zülfüme ey dil rüba, dil bağlayanlardan
- Ben buy-i vefa bekler iken sûy-i çemende
- Humarı yok bozulmaz meclis-i meyhane-i aşkın
- Tasdî edeyim yari biraz da sühanimle
- Bir halet ile süzdü yine çeşmini dildar
- Esti nesîm-i nevbahar açıldı güller subh dem
- Mükedder derd-i pey-der peyle şimdi
- Kurdu meclis, âşıkan meyhanede
- Bülbül yetişir bağrımı hûn etti figanın
- Nigâh-ı mestine canlar dayanmaz
- Zahir-i hale bakıp etme dahil bir ferdi
- Bahar oldu beyim evde durulmaz